# Blang Nisam
Blang Nisam is een bestuurslaag in het regentschap Aceh Timur van de provincie Atjeh, Indonesië. Blang Nisam telt 1477 inwoners (volkstelling 2010).